# Saltos ornamentais no Campeonato Europeu de Esportes Aquáticos de 2021 - Evento por equipe
A prova do evento por equipe dos saltos ornamentais no Campeonato Europeu de Esportes Aquáticos de 2021 ocorreu no dia 10 de maio na Arena Danúbio, em Budapeste na Hungria.

## Calendário
| Fase  | Data       | Hora  |
| ----- | ---------- | ----- |
| Final | 10 de maio | 19:30 |

Todos os horários estão no horário local (UTC+1)

## Medalhistas
| Ouro                                                                                | Prata                                                                                            | Bronze                                                                        |
| Rússia · Kristina Ilinykh · Evgeny Kuznetsov · Ekaterina Beliaeva · Viktor Minibaev | Itália · Chiara Pellacani · Andreas Sargent Larsen · Sarah Jodoin Di Maria · Riccardo Giovannini | Alemanha · Tina Punzel · Patrick Hausding · Christina Wassen · Lou Massenberg |

## Resultados
Esses foram os resultados da competição.
| Pos.              | Nacionalidade | Saltadores                                                                        | Pontos | Pontos | Pontos | Pontos | Pontos | Pontos | Pontos |
| Pos.              | Nacionalidade | Saltadores                                                                        | T1     | T2     | T3     | T4     | T5     | T6     | Total  |
| ----------------- | ------------- | --------------------------------------------------------------------------------- | ------ | ------ | ------ | ------ | ------ | ------ | ------ |
| Medalha de ouro   | Rússia        | Kristina Ilinykh Evgeny Kuznetsov Ekaterina Beliaeva Viktor Minibaev              | 49.50  | 96.90  | 54.00  | 72.00  | 81.00  | 78.40  | 431.80 |
| Medalha de prata  | Itália        | Chiara Pellacani Andreas Sargent Larsen Sarah Jodoin Di Maria Riccardo Giovannini | 63.00  | 80.50  | 64.50  | 65.60  | 88.80  | 65.60  | 428.00 |
| Medalha de bronze | Alemanha      | Tina Punzel Patrick Hausding Christina Wassen Lou Massenberg                      | 80.50  | 64.50  | 74.40  | 62.40  | 72.00  | 67.20  | 421.00 |
| 4                 | Reino Unido   | Yasmin Harper Ross Haslam Noah Williams Eden Cheng                                | 51.00  | 55.10  | 40.50  | 86.40  | 73.60  | 76.80  | 383.40 |
| 5                 | Ucrânia       | Anna Arnautova Oleh Kolodiy Kseniia Bailo Oleksii Sereda                          | 36.00  | 72.20  | 63.00  | 65.60  | 82.80  | 62.40  | 382.00 |
| 6                 | Hungria       | Botond Bóta Lilla Szabó-Seri Patrícia Kun                                         | 74.80  | 26.60  | 48.00  | 37.80  | 35.15  | 35.65  | 258.00 |
| 7                 | Noruega       | Anne Tuxen Axel Nyborg Helle Tuxen Caroline Kupka                                 | 52.65  | 46.50  | 51.80  | 22.40  | 33.25  | 30.40  | 237.00 |